# Sankt Veit am Vogau
Pour les articles homonymes, voir Sankt Veit.
Sankt Veit am Vogau était une commune autrichienne du district de Leibnitz en Styrie, aujourd'hui incorporée dans la municipalité élargie de Sankt Veit in der Südsteiermark.